# Paracroria
Paracroria là một chi bướm đêm thuộc họ Noctuidae.